# Plecia sana
Plecia sana är en tvåvingeart som beskrevs av Hardy 1948. Plecia sana ingår i släktet Plecia och familjen hårmyggor.
Artens utbredningsområde är Uganda. Inga underarter finns listade i Catalogue of Life.